# 遗鸥
遗鸥（Ichthyaetus relictus），鸥科鸥属濒危候鸟，现其繁殖地集中在蒙古国（数处）、哈萨克斯坦（2处）、俄罗斯（1处）和中国（1处），其越冬地在中国天津沿海和韩国。

## 发现及命名
1931年，瑞典博物学家艾纳·隆伯格首次撰文提及其在中国内蒙古额济纳旗境内发现的遗鸥标本，但其认为遗鸥是棕头鸥在东方的一个变种。直到1971年，在哈萨克斯坦阿拉胡发现了遗鸥的繁殖种群，从而明确了它独立物种的地位

## 中国遗鸥之乡
在康巴诺尔湖湿地公园繁殖的国家一级野生保护动物遗鸥数量不断增加，近年来达到7000只，占全世界遗鸥总数量的60%，是目前遗鸥全球范围内的最大繁殖地，河北省康保县于2017年被中国野生动物保护协会授予“中国遗鸥之乡”称号。